# سوشما سواراج
سوشما سواراج (بالهندي :सुषमा स्वराज) ؛ (ولدت في 14 فبراير 1952 - 6 أغسطس 2019) هي سياسية هندية عملت كمحامية في المحكمة العليا . كانت قائدة لحزب بهاراتيا جاناتا ، شغلت منصب وزير الشؤون الخارجية للهند في أول حكومة لناريندرا مودي (2014-2019). تعتبر ثاني امرأة تشغل هذا المنصب ، بعد أنديرا غاندي . تم انتخابها سبع مرات كعضو في البرلمان وثلاث مرات كعضو في الجمعية التشريعية . أصبحت أصغر وزيرة في ولاية هاريانا الهندية في عام 1977وكانت في ال 25 من العمر ، . شغلت منصب رئيس وزراء دلهي الخامس لمدة قصيرة في عام 1998.